# Batalla de Pavia
La batalla de Pavia fou una batalla mantinguda el 25 de febrer de 1525 entre tropes franceses i espanyoles, amb victòria d'aquestes últimes, en les proximitats de la ciutat italiana de Pavia.

## Antecedents
La possessió i domini del Milanesat constituïa un més dels punts de fricció entre Francesc I de França i Carles I d'Espanya. A la primavera de 1524 el monarca francès porta a terme un intent fallit d'apoderar-se de Milà, cosa que aconsegueix amb una ràpida acció efectuada a l'octubre següent. Les tropes espanyoles van evacuar Milà i es van refugiar a Lodi i altres places fortes. Dos mil espanyols i cinc mil lansquenets alemanys, manats tots ells per Antonio de Leiva, es van atrintxerar a la veïna Pavia. Els francesos van assetjar la ciutat, però Antonio de Leiva, veterà de la guerra de les Alpujarras, va saber organitzar-se per a resistir més enllà del que l'enemic esperava. Mentre els francesos esperaven la capitulació de Leiva, van rebre notícies d'un exèrcit que baixava des d'Alemanya per a donar suport la plaça assetjada: més de quinze mil lansquenets alemanys i austríacs tenien ordres de l'Emperador de posar fi al setge i expulsar els francesos del Milanesat.Durant el setge, els homes del rei de França van ocupar i saquejar els nombrosos monestirs i pobles que es trobaven fora de les muralles de Pavia.
Francesc I va decidir dividir les seues tropes. Va ordenar que part d'elles es dirigissin a Gènova i a Nàpols i intentaren fer-se fortes en aquestes ciutats. Mentrestant, a Pavia, els mercenaris alemanys i suïssos començaven a sentir-se molests perquè no rebien les seues pagues. Els generals espanyols van empenyorar les seues fortunes personals per a pagar-les. Veient la situació dels seus oficials, els dos mil arcabussers espanyols van decidir que seguirien defensant Pavia encara que fos sense cobrar.

## Batalla
A mitjan gener van arribar els reforços sota el comandament del marquès de Pescara, el virrei de Nàpols, Carles de Lannoy, i el conestable de Borbó. Els canons van començar a obrir foc el 24 de febrer de 1525. Els francesos van decidir protegir-se i esperar, sabedors de la mala situació econòmica dels imperials i que després els assetjats serien víctimes de la fam. Però les tropes desabastides, lluny de rendir-se, van comprendre que els recursos es trobaven en el campament francès. Quan la cavalleria francesa estava ja a punt de sucumbir davant la destructiva eficàcia dels arcabussers espanyols, Leiva va traure les seues tropes de la ciutat, de manera que els francesos es van veure atrapats entre dos focs que no van poder superar.
La derrota de l'exèrcit francès va ser estrepitosa. Bonnivet, principal conseller militar de Francesc I de França, es va suïcidar. El mateix rei francès va ser capturat i fet presoner per un oficial d'infanteria, el català Joan Aldana, acompanyat del granadí Diego Dávila, del gallec Alfonso Pita i del basc Juan de Urbieta, a cadascun dels quals atribuïren després aquest mèrit Gonzalo de Illescas (1583) i altres cronistes castellans, generalment ometent la participació del català.

## Conseqüències
El monarca francès va ser desembarcat al cap de pocs mesos a Barcelona, dut després a València, i d'aquí a Madrid, on va arribar el 12 d'agost, i restà custodiat en la Torre o Casa de los Lujanes. La posició de Carles I va ser extremadament exigent, sabent que això li reportaria l'enemistat de Francesc I i de França. Mitjançant el tractat de Madrid, Francesc I renuncià al Milanesat, el Regne de Nàpols, als Països Baixos espanyols, l'Artois i Borgonya.
El desastre francès de Pavia, al qual havia precedit el de Bicocca, traspassava l'hegemonia d'Itàlia de Francesc I a Carles V.